# Le Vieux-Marché
 Le Vieux-Marché  (en bretón Ar C'houerc'had) es una población y comuna francesa, en la región de Bretaña, departamento de Côtes-d'Armor, en el distrito de Lannion y cantón de Plouaret.

## Demografía
| 1528 | 1469 | 1421 | 1289 | 1187 | 1109 | 1117 |
| Para los censos de 1962 a 1999 la población legal corresponde a la población sin duplicidades (Fuente: INSEE [Consultar]) |      |      |      |      |      |      |

## Personalidades ligadas
- François-Marie Luzel, escritor y folklorista bretón.
- Anjela Duval (1905-1981), poetisa en lengua bretona.